# Penisförstoring
Penisförstoring är olika tekniker för att göra det manliga könsorganet större. Tillvägagångssättet varierar från manuella övningar, tekniska hjälpmedel (till exempel penispump, kirurgiska ingrepp samt olika former av tabletter och krämer. För flertalet metoder saknas belägg för att de fungerar, och metoderna för med sig icke försumbara risker för skador på penis.
Penispumpar använder vakuumteknik, vilken expanderar penisvävnaden och tillåter en större mängd blod att strömma dit.
En extender tänjer ut vävnaden vilken påstås få penisen att bilda ny penisvävnad, så att den blir större.
Tabletter kan innehålla ämnen som ökar blodflödet till penisen och påstås uppnå samma resultat som extender och penispumpteknik.